# Пуерто де ла Круз, Пуерто де ла Пера (Петатлан)
Пуерто де ла Круз, Пуерто де ла Пера (шп. Puerto de la Cruz, Puerto de la Perra) насеље је у Мексику у савезној држави Гереро у општини Петатлан. Насеље се налази на надморској висини од 724 м.

## Становништво
Према подацима из 2010. године у насељу је живело 6 становника.

### Хронологија
| Година       | 2000 | 2005         | 2010 |
| ------------ | ---- | ------------ | ---- |
| Становништво | 6    | 35 (20 / 15) | 6    |

### Попис
| # | Индикатор                     | Вредност |
| - | ----------------------------- | -------- |
| 1 | Укупно домаћинстава           | 1        |
| 2 | Укупно насељених домаћинстава | 1        |
| 3 | Величина локације             | 1        |